# 马尔克斯·奥里利乌斯·希区柯克
马尔克斯·奥里利乌斯·希区柯克（英語：Marcus Aurelius Hitchcock；1963年—），生于美国犹他州，是美国海军退役少将，曾出任美国太空司令部政策计划主任。

## 生平
1963年，马尔克斯·奥里利乌斯·希区柯克出生在美国犹他州，他在盐湖城长大。1981年，他从布来顿中学毕业。随后，他进入美国海军学院学习，1985年毕业并且获得海洋工程学士学位。
1987年，他被任命为海军飞行员。

## 家庭
1990年5月19日，他和特里·林恩·韦斯特福尔在华盛顿州艾兰县橡港市结婚。